# Hayat Kildevand
Hayat Kildevand stammer fra Tyrkiet. Firmaet bag startede med at levere det første kildevand i 1984. Hayat Kildevand var blandt de første flasker med kildevand i de danske supermarkeder. Hayat Kildevand gjorde sig bl.a. bemærket da de i 2010 lancerede kildevand målrettet mod børn.